# Polynema parvipennis
Polynema parvipennis är en stekelart som beskrevs av Soyka 1956. Polynema parvipennis ingår i släktet Polynema och familjen dvärgsteklar. Inga underarter finns listade i Catalogue of Life.